# أمن الدائرة
أمن الدائرة هو التنظيم الإداري للأمن الوطني الجزائري على مستوى دوائر الوطن، تم استحداث مصلحة أمن الدائرة على مستوى دوائر الوطن سنة 1971 بموجب المرسوم رقم 71-150 المؤرخ في 10 ربيع الثاني 1391 هـ موافق 3 جوان 1971 المتضمن إنشاء أمن الولايات وأمن الدوائر، وتضمن مصلحة أمن الدائرة محافظات الأمن العمومي والفرق المتنقلة للشرطة القضائية وفرق شرطة الاستعلامات والمصالح الإدارية والمصالح التقنية والمصالح الحضرية للأمن وكذا الاختصاصات المعهودة لهذه المصالح ويكون مقرها بمركز الدائرة ويمتد اختصاصها إلى مجموع تراب هذه الدائرة الإدارية، ويسيرها موظف شرطة تحدد رتبته ويعينه وزير الداخلية، يوضع رئيس مصلحة أمن الدائرة تحت سلطة رئيس الدائرة والذي هو مستشاره في مسائل الأمن والنظام العام.